# Sabel Siegfried (der Ältere)
Sabel Siegfried, genannt der Ältere (* im 14. Jahrhundert; † 1451 in Stralsund) war ein Ratsherr und Bürgermeister der Hansestadt Stralsund.

## Leben
Sabel Siegfried war 1414 an der Universität Leipzig immatrikuliert. Ab den 1420er Jahren war er in Stralsund politisch aktiv. 1431 wurde er Ratmann, 1443 Kämmerer und 1445 Bürgermeister. Er vertrat als Ratssendbote die Hansestadt Stralsund im Jahr 1439 in Rostock, 1442 auf Gotland, 1447 in Kopenhagen und 1450 in Halmstad.
Sabel Siegfried starb 1451 an der Pest.
Er war viermal verheiratet und hatte aus diesen Ehen sieben Kinder, von denen zwei Söhne (Ludolf und Vincenz) sowie eine Tochter früh verstarben.

## Familie
Die Familie Siegfried war eine alteingesessene und begüterte Ratsfamilie der Hansestadt Stralsund, die schon seit dem frühen 14. Jahrhundert Ratsmitglieder stellte. Sie gehörte zur Gewandschneiderkompanie. Nikolaus Siegfried, der Vater Sabel Siegfried des Älteren, war Bürgermeister und stiftete die Siegfriedenvikarie.
Sabel Siegfried der Ältere war in seinen vier Ehen jeweils mit Töchtern von Stralsunder Patrizierfamilien verheiratet (Voet, von Hiddingen, Krakow und Hertegers). Die Töchter Sabel Siegfried d. Ä., Wobbeke und Taleke heirateten in die Stralsunder Familien von Vloten und Trittelvitz ein; seine Tochter Margarethe war in zweiter Ehe mit dem Ratsherren Heinrich Bukow verheiratet. Sabel Siegfried der Jüngere war das einzige Kind aus der dritten Ehe Sabel Siegfried des Älteren (mit Margarethe Krakow) und wurde 1492 oder 1494 ebenfalls Bürgermeister in Stralsund.
Familiäre Beziehungen bestanden über zwei Tanten und über Großnichten Sabel Siegfried d. J. nach Greifswald zu den Familien Rubenow, Junge und Schüting.
Ein Verwandter, Johann Siegfried, wurde 1394 Rektor der juristischen Fakultät der Karls-Universität Prag.